# Sclerodistomum diodontis
Sclerodistomum diodontis är en plattmaskart. Sclerodistomum diodontis ingår i släktet Sclerodistomum och familjen Sclerodistomidae. Inga underarter finns listade i Catalogue of Life.